# Demon
Demon foi formado em 1980 pelo vocalista Dave Hill e o guitarrista Mal Spooner, no vilarejo de Staffordshire, no auge da  NWOBHM. A formaçào original ainda tinha Les Hunt (quitarra), Chris Ellis (baixo) and John Wright (bateria). Alcançaram prestígio entre o público após a gravação do álbum "Night of the Demon", produzido em 1981. Os álbuns The Unexpected Guest e The Plague alcançaram as posições #47 e #73 respectivamente na UK Albums Chart.

## Integrantes
- Dave Hill – vocal (1979–1992, 2001–presente)
- Ray Walmsley – baixo (2012–present), guitarra (1997–2011)
- Karl Waye – teclados (2001, 2012–presente)
- Neil Ogden – bateria (2002–presente)
- David Cotterill – guitarra (2007–presente)
- Paul Hume – guitarra (2012–presente)

## Discografia
Álbuns de estúdio
- Night of the Demon (1981)
- The Unexpected Guest (1982)
- The Plague (1983)
- British Standard Approved (1985)
- Heart of Our Time (1985)
- Breakout (1987)
- Taking the World by Storm (1989)
- Hold on to the Dream (1991)
- Blow-out (1992)
- Spaced out Monkey (2001)
- Better the Devil You Know (2005)
- Unbroken (2012)